# تشارلز غارسيا
تشارلز غارسيا (بالإسبانية: Charles García)‏ مواليد 13 أكتوبر 1988 في لوس أنجلوس، هو لاعب كرة سلة أمريكي. بدأ مسيرته الاحترافية في سنة 2010. يلعب في دوري الرابطة الوطنية لفئة التطوير. يحمل الرقم 33. يبلغ طوله 6 قدم 10 بوصة (2.1 م).

## المسيرة الاحترافية
لعب مع أوياك رينو في سنة 2010، ثم لعب مع آيوا إنرجي في سنة 2011، ثم لعب مع فورت واين ماد أنتس في سنة 2012، ثم لعب مع بالونكيستو فوينلابرادا في الدوري الإسباني في موسم 2012–2013، ثم لعب مع أتلتيكوس دي سان جرمان في سنة 2013، ثم لعب مع نادي المحرق في سنة 2013، ثم لعب مع الاتحاد في موسم 2013–2014.

## روابط خارجية
- تشارلز غارسيا على موقع دوري كرة السلة الياباني للمحترفين (اليابانية)
- تشارلز غارسيا على موقع الدوري التايواني الممتاز لكرة السلة (الصينية)
- تشارلز غارسيا على موقع دوري السوبر التايواني لكرة السلة (الصينية)
- تشارلز غارسيا على موقع الدوري الإسباني لكرة السلة (الإسبانية)
- تشارلز غارسيا على موقع كرة السلة الأوروبية.كوم (الإنجليزية)
- تشارلز غارسيا على موقع كلية كرة السلة في سبورتس رفرنس.كوم (الإنجليزية)
- تشارلز غارسيا على موقع ريلجم (الإنجليزية)
- تشارلز غارسيا على موقع بروبوليرز (الإنجليزية)
- تشارلز غارسيا على موقع سبورتس رفرنس (الإنجليزية)
- تشارلز غارسيا على موقع سبورتس رفرنس (الإنجليزية)